# Mai Nghiêu Thần
Mai Nghiêu Thần (phồn thể: 梅堯臣, 1002 – 1060) tự Thánh Du, được người đời gọi là Uyển Lăng tiên sinh (vì quê ông xưa được gọi là Uyển Lăng); là quan thời Bắc Tống, và là thi nhân nổi danh trong lịch sử văn học Trung Quốc.
Ông là một trong những nhà thơ hiện thực thời Bắc Tống, và là người tích cực đề xướng canh tân thơ ca, có ảnh hưởng lớn đối với thơ Tống.

## Tiểu sử sơ lược
Mai Nghiêu Thần là người Tuyên Thành, châu Quán Tuyên (nay thuộc tỉnh An Huy, Trung Quốc). Cha ông làm nghề nông, nhưng chú ông làm đến chức Hàn lâm thị đọc học sĩ.
Ban đầu, không rõ khi nào, Mai Nghiêu Thần được bổ làm Chủ bạ, rồi làm Huyện lệnh nhiều năm.
Năm 1051 đời Tống Nhân Tông (1022-1063), ông được ban Đồng Tiến sĩ xuất thân, cải nhậm Thái thường bác sĩ.
Năm 1057, ông phụ với Âu Dương Tu lo việc khảo hạch. Đỗ Tiến sĩ khoa này có Tô Thức (tức Tô Đông Pha).
Năm 1060, đề bạt ông làm Thượng thư đô quan viên ngoại lang.
Ông từng tham gia tu soạn sách Đường thư (Sử nhà Đường), song sách hoàn thành chưa kịp tâu lên thì ông mất (1060) lúc 58 tuổi .
Theo Lịch sử văn học Trung Quốc (Tập II), thì ông là "người bất đắc chí trên con đường hoạn lộ, nhưng lại là người có danh giá trên thi đàn" . Và theo học giả Nguyễn Hiến Lê thì đời ông "không ít phần long đong, vì ông có tài mà không chìu đời, lại nghĩ khác người, muốn thơ văn phải giản dị, trong sạch, chứ không ủy mị"...

## Chủ trương sáng tác
Mai Nghiêu thần là nhà thơ tiêu biểu thời Tống Nhân Tông, rất được các nhà thơ như Âu Dương Tu, Tô Đông Pha kính trọng. Thơ ông hiện còn hơn 2.500 bài, phần nhiều đều "giàu hơi thở cuộc sống, thông cảm với nỗi khổ cực của dân chúng". Ông được xem là bậc thầy mở đường cho thơ Tống. Ông đề cao tính "phong nhã" của Kinh Thi, chủ trương làm thơ vì "quốc sự", chống lại thói thơ sáo rỗng và hình thức thuần túy của phái Tây Côn . Mặt khác, ông chủ trương thơ phải bình đạm, có khí tiết thanh cao... Về nghệ thuật, ông chủ trương điều mà Âu Dương Tu đã ghi trong Lục Nhất Thi thoại, đại ý là "Nếu ý mới mà lời khéo, nói được điều người trước chưa nói, thì mới là thơ hay. Thơ phải hình dung được cái cảnh khó miêu tả, sao cho nó hiện lên trước mắt, hàm một ý vô cùng, hiện cả ra ngoài lời thơ, thế mới là đạt"...Những ý tưởng này đã ảnh hưởng sâu rộng về sau .

## Giới thiệu thơ Mai Nghiêu Thần
Ông có nhiều bài phản ảnh đời sống hiện thực, như bài "Điền gia" (Nhà nông), "Đào giả" (Người nung ngói), "Nhữ phần bần nữ" (Cô gái nghèo ở Nhữ Phần), "Tống Vương giới phủ chi Tỳ Lăng" (Tiễn ông Vương Giới Phủ [Vương An Thạch] đi nhậm chức ở Tỳ Lăng), "Thôn hào" (Cường hào trong thôn), "Tiểu thôn" (Xóm nhỏ), "Điền gia ngữ" (Lời nói nhà Nông)...Ngoài ra, ông còn có một số bài thơ tả cảnh khá hay, như bài "Lỗ Sơn sơn hành" (Đi chơi trên núi Lỗ Sơn)...Dưới đây, là 2 trong số những bài thơ tiểu biểu của ông:
| Phiên âm Hán-Việt: Tiểu thôn Hoài khoát châu đa hốt hữu thôn, Cức ly sơ bại mạn vi môn. Hàn kê đắc thực tự hô bạn, Lão tẩu vô y do bão tôn. Dã đĩnh điểu kiều duy đoạn lãm, Khô tang thủy khiết chỉ nguy căn. Ta tai sinh kế nhất như thử, Mậu nhập vương dân bản tịch luận Dịch nghĩa: Xóm nhỏ Giữa nhiều bãi sông Hoài bát ngát bỗng thấy có một xóm Nhà ở đây nhân chỗ giậu thưa gai đổ nát, vạch ra làm ngõ Gà thấy được ăn thì gọi đàn đến Ông già không có áo vẫn ẵm cháu đi chơi Chiếc thuyền đỗ ngoài đồng vểnh lên như đuôi chim, dây đứt thõng xuống Khóm dâu bị nước gặm còn trơ có gốc Thương thay đời sống của họ như vậy mà vẫn kể là dân nhà vua Được ghi vào sổ thật chẳng lầm sao? | Phiên âm Hán-Việt: Lỗ Sơn sơn hành Thích dữ dã tình khiếp, Thiên sơn cao phục đê. Hảo phong tuỳ xứ cải, U kính độc hành mê. Sương lạc hùng thăng thụ, Lâm không lộc ẩm khê. Nhân gia tại hà hứa ? Vân ngoại nhất thanh kê. Dịch thơ: Đi chơi trên núi Lỗ Sơn Tính thích cảnh nương nội Cao thấp dãy non bày Núi đẹp tùy nơi đổi Đường vắng dễ lạc thay Rừng hoang nai uống suối Sương xuống gấu leo cây Xóm làng đâu đây nhỉ? Gà gáy tít ngoài mây . |

## Sách tham khảo
- Nguyễn Hiến Lê, Đại cương văn học sử Trung Quốc (trọn bộ). Nhà xuất bản Trẻ, 1997.
- Sở nghiên cứu văn học thuộc Viện Khoa học xã hội Trung Quốc biên soạn, Lịch sử văn học Trung Quốc (Tập II), Bản dịch do Nhà xuất bản Giáo dục Việt Nam ấn hành năm 1993.
- Trần Đình sử, mục từ "Mai Nghiêu Thần" in trong Từ điển văn học (bộ mới). Nhà xuất bản Thế giới, 2004.
- Nhiều người dịch (Trương Chính giới thiệu, Nam Trân duyệt thơ), Thơ Tống, Nhà xuất bản Văn học, 1991.